# Hansenius milloti
Espèce
Hansenius milloti est une espèce de pseudoscorpions de la famille des Cheliferidae.

## Distribution
Cette espèce se rencontre au Gabon, en Côte d'Ivoire et en Guinée.

## Étymologie
Cette espèce est nommée en l'honneur de Jacques Millot.

## Publication originale
- Vachon, 1937 : Pseudoscorpions nouveaux des collections du Muséum National d'Histoire Naturelle de Paris. Deuxième note. Bulletin de la Société Zoologique de France, vol. 62, p. 307-310.